# ヤマダ一家の辛抱
『ヤマダ一家の辛抱』は、群ようこの小説。単行本は幻冬舎から1998年に上下巻で発売。2001年には幻冬舎文庫から出版。
また、同小説を原作として1999年10月17日から12月19日まで毎週日曜21:00 - 21:54に、TBS系列の「東芝日曜劇場」枠で放送されていた日本のテレビドラマ。主演は竹中直人。

## テレビドラマ

### キャスト

#### 山田家
山田 一郎
演：竹中直人
47歳の会社員。日課はペットのウサギ（ジョセフィーヌ）の散歩。
山田 幸子
演：室井滋
一郎の妻。47歳。元教師で結婚を機に家庭に入っていたが、再び女子高の先生として働く。
山田 由佳里
演：ともさかりえ
一郎の娘（次女）。20歳。大学受験に失敗して浪人中だが、毎日彼氏とイチャイチャしている事が多い。
山田 直子
演：雛形あきこ
一郎の娘（長女）でOL（受付嬢）。22歳。過去の失恋経験がトラウマで新たな恋愛が出来ずにいる。
山田 雪絵
演：川原亜矢子
肇の婚約者。25歳。
山田 肇
演：利重剛
35歳。一郎の弟。
山田 寿美恵
演：鈴木その子
一郎の母。67歳。普段は肇と暮らしているが、一郎宅をしょっちゅう訪れる。

#### 万代家
万代 花代
演：由紀さおり
万代の妻。
万代 憲雄
演：伊東四朗
一郎が勤務する会社の社長。愛人のリカの世話を一郎に頼む。

#### その他
渡辺 渡
演：伊藤英明
由佳里の家庭教師。
荒井 荒太
演：諸星和己（元光GENJI）
直子に好意を持ち、直子を食事に誘おうと彼女の好物を聞いた際、直子が「カレー」と答えた為、何かと「一緒にカレー食べに行きましょう」と誘うも撃沈している男性。通称「カレー男」。
谷口 ワカコ
演：中島唱子
万代社長の会社の敏腕社員。
藤井 リカ
演：川越美和
万代の愛人。万代の子を妊娠中。

### スタッフ
- 原作：群ようこ
- 脚本：青柳祐美子
- 音楽：佐藤竹善、小林信吾
- 演出：久世光彦、爲川裕之、竹村謙太郎
- 主題歌：郷ひろみ「GOLDFINGER '99」（Sony Records）
- 挿入歌：佐藤竹善「WIND OF CHANGE」
- プロデュース：小野鉄二郎
- 制作：TBS、KANOX

### 放送日程
| 各話                                                       | 放送日         | サブタイトル   | 演出       | 視聴率 |
| ---------------------------------------------------------- | -------------- | -------------- | ---------- | ------ |
| 第1話                                                      | 1999年10月17日 | 白い姑現わる   | 久世光彦   | 14.6%  |
| 第2話                                                      | 1999年10月24日 | 美女と泥棒     | 久世光彦   | 14.7%  |
| 第3話                                                      | 1999年10月31日 | 私って養女！   | 爲川裕之   | 11.2%  |
| 第4話                                                      | 1999年11月7日  | 列車でGO       | 爲川裕之   | 9.1%   |
| 第5話                                                      | 1999年11月14日 | 地獄のキス     | 爲川裕之   | 9.6%   |
| 第6話                                                      | 1999年11月21日 | オナラの文化史 | 久世光彦   | 9.3%   |
| 第7話                                                      | 1999年11月28日 | ボケと出産     | 竹村謙太郎 | 11.3%  |
| 第8話                                                      | 1999年12月5日  | 母の登校拒否   | 久世光彦   | 11.3％ |
| 第9話                                                      | 1999年12月12日 | お通夜とクビ   | 竹村謙太郎 | 12.0%  |
| 最終話                                                     | 1999年12月19日 | 涙のコンクール | 爲川裕之   | 12.1%  |
| 平均視聴率 11.5%（視聴率は関東地区・ビデオリサーチ社調べ） |                |                |            |        |